# Eugenio Anguiano Roch
Eugenio Anguiano Roch (* 15. September 1939; † 25. April 2025) war ein mexikanischer Botschafter.

## Leben
Vom 9. August 1972 bis 28. November 1975 war Anguiano Roch der erste Botschafter der mexikanischen Regierung in der Volksrepublik China. Mit Sitz in Peking war er von 23. Juli 1975 bis 6. Dezember 1975 der erste Botschafter einer mexikanischen Regierung in Vietnam. Vom 18. Juni 1982 bis 20. Juli 1983 war er beim Chong Wa Dae akkreditiert.

## Auszeichnungen
- 1992: Großes Goldenes Ehrenzeichen am Bande für Verdienste um die Republik Österreich[3]

| Vorgänger                  | Amt                                                                           | Nachfolger                     |
| -------------------------- | ----------------------------------------------------------------------------- | ------------------------------ |
| Agustín Leñero Ruiz        | Mexikanischer Botschafter in San José 29. März 1971 bis 4. Mai 1972           | Rogelio Martínez Aguilar       |
| Julián Rodríguez Adame     | Mexikanischer Botschafter in Peking 9. August 1972 bis 28. November 1975      | Omar Martínez Legorreta        |
| —                          | Mexikanischer Botschafter in Hanoi 23. Juli 1975 bis 6. Dezember 1975         | Omar Martínez Legorreta        |
| Víctor Manzanilla Schaffer | Mexikanischer Botschafter in Peking 22. März 1982 bis 22. April 1987          | Fausto Zapata Loredo           |
| Plácido García Reynoso     | Mexikanischer Botschafter in Seoul 18. Juni 1982 bis 20. Juli 1983            | Sergio Ernesto González Gálvez |
| Ignacio Ovalle Fernández   | Mexikanischer Botschafter in Buenos Aires 11. August 1987 bis 21. August 1989 | Jesús Puente Leyva             |
| Francisco Cuevas Cancino   | Mexikanischer Botschafter in Wien 5. Juni 1990 bis 11. August 1992            | Claude Heller                  |
| Jesús Cabrera Muñoz-Ledo   | Mexikanischer Botschafter in Brasília 29. September 1992 bis 30. Juni 1994    | Salvador Muñoz Jiménez         |